# Tycherus rubripictus
Tycherus rubripictus är en stekelart som först beskrevs av Wesmael 1857.  Tycherus rubripictus ingår i släktet Tycherus och familjen brokparasitsteklar. Inga underarter finns listade i Catalogue of Life.